# بن فاکس
بن فاکس (انگلیسی: Ben Fox؛ زادهٔ ۱ فوریهٔ ۱۹۹۸) بازیکن فوتبال اهل بریتانیا است.
از باشگاه‌هایی که در آن بازی کرده‌است می‌توان به باشگاه فوتبال تاموورث اشاره کرد.